# Loch Creran
Le loch Creran est un loch de mer dans Argyll, sur la côte ouest de l'Écosse. Il a une longueur d'environ 10 kilomètres d'Invercreran jusqu'à son embouchure sur la Lynn de Lorne, qui fait partie du loch Linnhe. Le loch sépare les districts de Benderloch au sud et d'Appin au nord. L'île d'Eriska se trouve à l'embouchure du lac. Un pont enjambe le loch au niveau de partie la plus étroite, à Creagan, par la route A828. Le village de Barcaldine se trouve sur la rive sud du lac.